# Ariane, jeune fille russe
Pour le film, voir Ariane, jeune fille russe (film).
Ariane, jeune fille russe est un roman de Claude Anet publié en 1920, aux Éditions de la Sirène.

## Résumé
En Russie, vers 1900, Ariane, 17 ans, n'a plus sa mère et vit chez sa tante Varvara qui la trouve avec son propre amant. Elle dit à Ariane d'aller à l'université. Ariane est d'accord mais elle refuse l'aide de Varvara et va à Moscou. Elle s'y éprend du riche Constantin. À la fin des cours, il l'emmène quinze jours en Crimée, puis il part trois mois à New York. Quand il revient, elle va vivre chez lui. Elle avoue qu'elle couche avec un homme pendant les vacances et qu'il lui paye ses études. Il la quitte mais au dernier moment, l'emmène avec lui.